# 南城东塔墓
南城东塔墓位于中国山西省晋中市平遥县平遥古城古城南门外。塔圆形九层，高10米，塔座八角形，雕八卦图。
1982年10月10日，南城东塔墓公布为平遥县文物保护单位。